# 尖坦语
尖坦语(自称：can33 tan33)是老挝北部一种彝语。与兴萨里语关系密切。